# Camera degli Sposi
Camera degli Sposi, (també denominada a les antigues cròniques com Camera picta («cambra pintada»), és una cambra situada en la torrassa nord-est del Palau Ducal de Màntua a l'edifici del Castello de San Giorgo. És cèlebre pel cicle de pintures al fresc que decora les seves parets, obra d'Andrea Mantegna, i realitzada entre els anys 1465 i 1474. Mantegna va idear una decoració que recobrís totes les parets i el sostre, adequant-se òbviament als límits arquitectònics, però al mateix temps transcendint aquests propis límits físics de l'estança. El tema general és la celebració político-dinàstica de la família Gonzaga, amb l'ocasió de l'elecció com a cardenal de Francesco Gonzaga.

## Història
La decoració de l'estança va ser encarregada per Lluís III Gonzaga a Mantegna, aleshores pintor de la cort des de 1460. La sala tenia com a origen una doble funció: la de la sala d'audiència, on el marquès tractava els assumptes públics, i la representació, on Lluís III es va reunir amb els seus familiars.

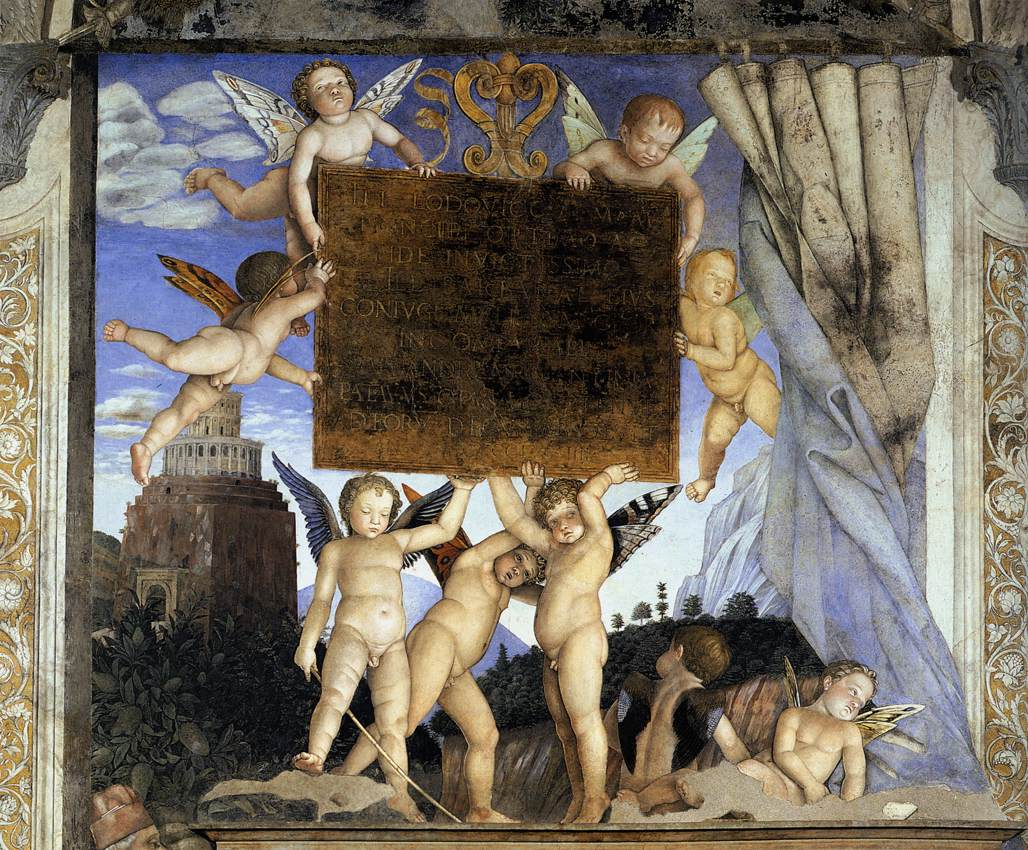
Camera degli Sposi, Putti sostenint una inscripció

Encara que els estudiosos no es posen d'acord, sembla que la decisió de decorar aquesta sala va ser conseqüència de l'elecció com a cardenal del fill de Lluís III, Francesco Gonzaga, succeïda el 1462: l'escena de la Cort representaria així el marquès rebent la notícia; mentre que l'escena coneguda com l'Encontre mostraria al pare i al fill en el feliç esdeveniment. La figura madura i corpulenta de Francesco tanmateix no és coherent amb l'edat que tindria l'any 1461, al voltant de 17 anys, testimoniada per un presumpte retrat conservat a Nàpols. Per aquestes i d'altres incoherències existeix una altra teoria que relaciona l'obra dels frescs amb la visita de La seva Eminència a Màntua a l'agost de 1472
Després de la mort de Lluís III, l'estança i el cicle pictòric van patir una sèrie de vicissituds que sovint van degradar l'obra artística. Poc temps després de la mort del marquès la cambrava ser condicionada com a dipòsit d'objectes preciosos. Potser aquesta sigui la raó per la qual Giorgio Vasari no va obtenir el permís per visitar-la, excloent-la així de la seva cèlebre obra, Le Vite. Durant l'ocupació imperial de 1630 va sofrir nombrosos danys, acabant pràcticament abandonada a la intempèrie fins al 1875.
No és clar des de quan és coneguda com a Camera degli Sposi. En qualsevol cas aquesta denominació està relacionada amb la presència en posició predominant de Lluís III representat al costat de la seva esposa, i no perquè es tractés d'una cambra nupcial.

## Composició
Giulio Carlo Argan evidencia com la pintura de Mantegna aquí, com en altres obres, es caracteritza per la seva evocació d'imatges de l'antiguitat clàssica. Mantegna és el primer gran «classicista» de la pintura. El seu art pot ser definit com un «classicisme arqueològic». Al pilar entre l'Encontre i els putti, està ocult en una grisalla un autoretrat de Mantegna representat com una careta.
La tècnica usada en nombrosos punts, el conegut com a «fresc sec» no ha facilitat la seva conservació. Hi ha notícies de restauracions a començaments del segle xix. Moltes van ser inadequades. Finalment el 1987 es va procedir una restauració amb tècniques modernes que ha recuperat gran part de l'esplendor original de l'obra. Va ser redescoberta entre la pintura seca i coberta de brutedat, una caravana a l'esquerra del compartiment dels Reis Mags, que potser Mantegna va afegir per indicar la temporada d'hivern de l'Encontre, ja que entre l'abundant vegetació, també va incloure alguns tarongers, que floreixen a la fi de l'any.
En el centre es troba el famós òcul, la peça més sorprenent de tot el cicle, on es realitza a l'extrem experiments il·lusionistes com en la Capella Ovetari de Pàdua. És com una galeria il·lusionista oberta cap al cel, que era per commemorar el famós òcul del Panteó, l'antic monument per excel·lència molt comentat pels humanistes. A l'òcul, escurçat segons la perspectiva, s'aprecia una balustrada de la qual sobresurten una dama de la cort, acompanyada d'un servent de color, un grup de querubins, un paó i una jardinera amb plantes, tot sobre el fons d'un cel blau. Per reforçar la impressió de l'òcul obert, Mantegna va pintar alguns querubins que es troben perillosament fent equilibri a la part interior del marc, amb vistes vertiginoses de petits cossos rodanxons: un també es representa en actitud d'orinar. La varietat d'actituds és molt gran, amb l'objectiu d'una total llibertat de moviment.
|  |  |  |  |